# Chelojulidae
Chelojulidae é uma família de milípedes pertencentes à ordem Julida.
Género:
- Chelojulus Enghoff, 1982